# Plumilus
Plumilus is een monotypisch geslacht van kevers uit de familie van de klopkevers (Anobiidae).

## Soort
- Plumilus grandicollis Ménétriés, 1832